# Corsa della Pace
La Corsa della Pace (de. Friedensfahrt, cs. Závod Míru, pl. Wyścig Pokoju) era una corsa a tappe maschile di ciclismo su strada che si tenne dal 1948 al 2006 nel mese di maggio.

## Storia
Tradizionalmente si svolgeva in Germania Est, Polonia e Cecoslovacchia (Repubblica Ceca dal 1993), anche se spesso toccò altri Paesi, specialmente negli ultimi anni. Il corridore con il maggior numero di vittorie è Steffen Wesemann (cinque successi: 1992, 1996, 1997, 1999 e 2003).
La Corsa della Pace fu disputata per la prima volta nel 1948, con due edizioni fra le città di Varsavia e Praga. Nel 2006 (58ª edizione) la corsa venne vinta dall'italiano Giampaolo Cheula e si svolse dal 13 al 20 maggio, con partenza da Linz e arrivo a Hannover. Dopo il 2006 la corsa fu cancellata dal calendario ciclistico.

## Albo d'oro
Aggiornato all'edizione 2006.
| Anno | Vincitore                | Secondo               | Terzo                |
| ---- | ------------------------ | --------------------- | -------------------- |
| 1948 | August Prosinek          | Roman Siemiński       | Wacław Wójcik        |
| 1948 | Aleksandar Zorić         | Emanuel Krejčů        | Józef Kapiak         |
| 1949 | Jan Veselý               | Maurice Herbulot      | Charles Riegert      |
| 1950 | Willi Emborg             | Bronisław Klabiński   | Vlastimil Ruzicka    |
| 1951 | Kay Allan Olsen          | Lothar Meister        | Francesco Ferri      |
| 1952 | Ian Steel                | Jan Veselý            | Jean Stablinski      |
| 1953 | Christian Pedersen       | Hans-Edmund Andersen  | Gustav-Adolf Schur   |
| 1954 | Eluf Dalgaard            | Vlastimil Růžička     | René Van Meenen      |
| 1955 | Gustav-Adolf Schur       | Jan Veselý            | Stanley Brittain     |
| 1956 | Stanisław Królak         | Constantin Dumitrescu | Nikolaj Kolumbet     |
| 1957 | Nenčo Hristov            | Stanley Brittain      | Viktor Kapitonov     |
| 1958 | Piet Damen               | Boris Bebenin         | Alfons Hermans       |
| 1959 | Gustav-Adolf Schur       | René Vanderveken      | Romeo Venturelli     |
| 1960 | Erich Hagen              | Jean-Baptiste Claes   | Willy Vandenberghen  |
| 1961 | Jurij Melichov           | Viktor Kapitonov      | Bernhard Eckstein    |
| 1962 | Gajnan Sajdchužin        | Jurij Melichov        | Stanisław Gazda      |
| 1963 | Klaus Ampler             | August Verhaegen      | Camiel Vyncke        |
| 1964 | Jan Smolík               | Gunther Hoffman       | Dieter Wiedemann     |
| 1965 | Gennadij Lebedev         | Pavel Dolezel         | Jan Kudra            |
| 1966 | Bernard Guyot            | Aleksandr Dochljakov  | Axel Peschel         |
| 1967 | Marcel Maes              | Angel Kirilov         | Jan Magiera          |
| 1968 | Axel Peschel             | Karel Vavra           | Jan Magiera          |
| 1969 | Jean-Pierre Danguillaume | Ryszard Szurkowski    | Dieter Gonschorek    |
| 1970 | Ryszard Szurkowski       | Marcel Duchemin       | Zygmunt Hanusik      |
| 1971 | Ryszard Szurkowski       | Zenon Czechowski      | Anatolij Starkov     |
| 1972 | Vlastimil Moravec        | Vladislav Neljubin    | Wolfram Kuhn         |
| 1973 | Ryszard Szurkowski       | Stanisław Szozda      | Valerij Lichačëv     |
| 1974 | Stanisław Szozda         | Nikolaj Gorelov       | Miloš Hrazdira       |
| 1975 | Ryszard Szurkowski       | Hans-Joachim Hartnick | Aavo Pikkuus         |
| 1976 | Hans-Joachim Hartnick    | Stanisław Szozda      | Gerhard Lauke        |
| 1977 | Aavo Pikkuus             | Vladimir Osokin       | Tadeusz Mytnik       |
| 1978 | Aleksandr Averin         | Jurij Zacharov        | Mircea Romascanu     |
| 1979 | Sergej Suchoručenkov     | Andreas Petermann     | Krzysztof Sujka      |
| 1980 | Jurij Barinov            | Peter Winnen          | Olaf Ludwig          |
| 1981 | Šachid Zagretdinov       | Sergej Suchoručenkov  | Ivan Miščenko        |
| 1982 | Olaf Ludwig              | Šachid Zagretdinov    | Jurij Barinov        |
| 1983 | Falk Boden               | Oleh Čužda            | Olaf Ludwig          |
| 1984 | Sergej Suchoručenkov     | Nenčo Stajkov         | Olaf Ludwig          |
| 1985 | Lech Piasecki            | Andrzej Mierzejewski  | Uwe Ampler           |
| 1986 | Olaf Ludwig              | Volodymyr Pulnikov    | Asjat Saitov         |
| 1987 | Uwe Ampler               | Petăr Petrov          | Andrzej Mierzejewski |
| 1988 | Uwe Ampler               | Volodymyr Pulnikov    | Pëtr Ugrjumov        |
| 1989 | Uwe Ampler               | Olaf Jentzsch         | Zenon Jaskuła        |
| 1990 | Ján Svorada              | Bert Dietz            | Pavel Padrnos        |
| 1991 | Viktor Ržaksinskij       | Dariusz Baranowski    | Miroslav Liptak      |
| 1992 | Steffen Wesemann         | Bert Dietz            | Tomasz Brożyna       |
| 1993 | Jaroslav Bílek           | František Trkal       | Pavel Padrnos        |
| 1994 | Jens Voigt               | Ralf Grabsch          | František Trkal      |
| 1995 | Pavel Padrnos            | Dariusz Baranowski    | Tomasz Brożyna       |
| 1996 | Steffen Wesemann         | Michael Andersson     | Sergej Ivanov        |
| 1997 | Steffen Wesemann         | Christian Henn        | Jens Voigt           |
| 1998 | Uwe Ampler               | Steffen Wesemann      | Piotr Wadecki        |
| 1999 | Steffen Wesemann         | Raimondas Rumšas      | Tomasz Brożyna       |
| 2000 | Piotr Wadecki            | Piotr Przydział       | Steffen Wesemann     |
| 2001 | Jakob Piil               | Aitor Garmendia       | Radosław Romanik     |
| 2002 | Ondřej Sosenka           | Aitor Garmendia       | Piotr Chmielewski    |
| 2003 | Steffen Wesemann         | Ondřej Sosenka        | Tomáš Konečný        |
| 2004 | Michele Scarponi         | Sławomir Kohut        | Roger Beuchat        |
| 2005 | non disputata            | non disputata         | non disputata        |
| 2006 | Giampaolo Cheula         | Andrea Tonti          | Christian Gasperoni  |